# Thomas E. Donilon
Thomas « Tom » Donilon, né le 14 mai 1955 à Providence (Rhode Island), est un homme politique américain membre du Parti démocrate, notamment conseiller à la sécurité nationale des États-Unis sous l'administration Obama entre 2010 et 2013.

## Carrière
Après une carrière dans le privé, Tom Donilon devient chef de cabinet du secrétaire d'État sous l'administration Clinton. Après l'élection de Barack Obama, il est avec la diplomate Wendy Sherman nommé par le président élu pour superviser la transition de la nouvelle administration au département d'État. Devenu en 2009 adjoint au conseiller à la sécurité nationale, le général James L. Jones, il lui succède le 8 octobre 2010. Il annonce sa démission le 5 juin 2013 et Susan Rice le remplace dans ses fonctions.
Par ailleurs, il a appartenu au comité directeur du groupe Bilderberg.

## Vie privée
Tom Donilon est marié depuis 1991 à Catherine M. Russell, qui a été cheffe de cabinet de Jill Biden et qui, en mars 2013, a été nommée ambassadrice itinérante pour les questions relatives aux femmes dans le monde au département d'État des États-Unis. Ils ont deux enfants.